# (26761) Stromboli
Pour les articles homonymes, voir Stromboli (homonymie).
(26761) Stromboli est un astéroïde de la ceinture principale découvert le 24 septembre 1960 par le trio d'astronomes néerlandais Cornelis Johannes van Houten, Ingrid van Houten-Groeneveld et Tom Gehrels. Sa désignation provisoire était 2033 P-L.
Il doit son nom au Stromboli, un des volcans des îles Éoliennes.